# Liste des résolutions du Conseil de sécurité des Nations unies sur la Croatie
Cet article dresse une liste des résolutions du Conseil de sécurité des Nations unies concernant la Croatie.

## Croatie
La Croatie, en forme longue la république de Croatie, en croate : Hrvatska et Republika Hrvatska 
- Résolution 753 : nouveau membre : Croatie (adoptée le 18 mai 1992).
- Résolution 779 : Croatie (adoptée le 6 octobre 1992).
- Résolution 802 : Croatie (adoptée le 25 janvier 1993).
- Résolution 807 : Croatie (adoptée le 19 février 1993).
- Résolution 815 : Croatie (adoptée le 30 mars 1993).
- Résolution 908 : extension du mandat et le renforcement du personnel de la Force de protection des Nations unies (FORPRONU).
- Résolution 914 : accroissement du personnel de la Force de protection de l'ONU, en supplément du renforcement approuvé dans la résolution 908 (1994).
- Résolution 947 : force de protection des Nations unies (FORPRONU-prorogation)
- Résolution 958 : Croatie, protection zones de sécurité en Bosnie-Herzégovine.
- Résolution 959 : situation dans la république de Bosnie-Herzégovine (condamnation de la violation de la frontière entre la Croatie et la Bosnie-Herzégovine.
- Résolution 981 : force de protection des Nations unies (création de l’Opération des Nations Unies pour le rétablissement de la confiance (ONURC) en Croatie jusqu’au 30/11/95)
- Résolution 990 : la situation en Croatie (autorisation du déploiement de l’ONURC)
- Résolution 994 : la situation en Croatie (accélération du retrait des troupes des zones de séparation)
- Résolution 1009 : la situation en Croatie (exige que la Croatie cesse les actions militaires).
- Résolution 1023 : la situation en Croatie (application de l'accord fondamental sur la Slavonie orientale, Baranja et Serm occidental).
- Résolution 1025 : la situation en Croatie (le mandat de l'ONURC cessera après une période de soudure qui pourrait se terminer le 15 janvier 1996).
- Résolution 1037 : la situation en Croatie, création de l'Administration transitoire des Nations unies pour la Slavonie orientale, la Baranja et le Srem occidental.
- Résolution 1038 : la situation en Croatie, création de la Mission d'observation des Nations unies à Prevlaka (MONUP).
- Résolution 1043 : la situation en Croatie.
- Résolution 1066 : la situation en Croatie.
- Résolution 1069 : la situation en Croatie.
- Résolution 1079 : la situation en Croatie.
- Résolution 1093 : situation en Croatie.
- Résolution 1119 : situation en Croatie (MONUP-prolongation).
- Résolution 1120 : situation en Croatie (ANTUSO-prolongation).
- Résolution 1145 : situation en Croatie.
- Résolution 1147 : la situation en Croatie.
- Résolution 1183 : la situation en Croatie.
- Résolution 1222 : la situation en Croatie.
- Résolution 1252 : la situation en Croatie.
- Résolution 1285 : situation en Croatie.
- Résolution 1307 : situation en Croatie.
- Résolution 1335 : la situation en Croatie.
- Résolution 1362 : la situation en Croatie.
- Résolution 1387 : la situation en Croatie.
- Résolution 1424 : la situation en Croatie.
- Résolution 1437 : la situation en Croatie.